# یابوچیه
یابوچیه (به صربی: Jabučje) یک منطقهٔ مسکونی در صربستان است که در Lajkovac Municipality واقع شده‌است. یابوچیه  ۲٬۰۰۰ نفر جمعیت دارد.